# Шевченко Валентина Євгенівна
Валенти́на Євге́нівна Шевче́нко (нар. 2 жовтня 1975 року, Ганнівка Носівського району Чернігівської області) — українська спортсменка, лідерка збірної України з лижного спорту.
Бронзова призерка чемпіонату світу 2009 року в перегоні на 30 км (Ліберець, Чехія). Володарка Малого кубка світу з лижних перегонів 2004 року.
Заслужений майстер спорту України (2009).
До складу збірної команди України з лижних перегонів увійшла 1995 року. Брала участь в Олімпійських іграх у Нагано (Японія), Солт-Лейк-Сіті (США), Турині (Італія) та стартувала 11 разів. На етапах Кубка світу стартувала 127 разів і піднімалась на п'єдестал пошани 11 разів.
Найвище досягнення на Олімпіадах було в Солт-Лейк Сіті в індивідуальному перегоні 30 км — 5-те місце.
Зріст — 165 см, вага — 51 кг. Тренується у товаристві «Динамо». Тренер Валерій Лесніков.
Одружена, має сина.
Завершила кар'єру у 2018 році. .

## Виноски
1. ↑  Шевченко відтепер заслужений майстер спорту України
2. ↑  Валентина Шевченко може розпочати роботу з жіночою збірною України з біатлону. Укрінформ. 7 травня 2018. Архів оригіналу за 20 лютого 2022. Процитовано 5 квітня 2022.